# وزارة علي جودت الأيوبي الثانية
وزارة علي جودت الأيوبي الثانية هي الحكومة العراقية الحادية والأربعون، خلفت هذه الوزارة وزارة نوري السعيد العاشرة.
تشكلت الوزارة في 10 كانون الأول 1949 واستمرت إلى 1 شباط 1950، وتشكلت بعدها وزارة توفيق السويدي الثالثة.

## التشكيلة الوزارية
تكونت الوزارة من الوزراء أدناه:
- رئيس الوزراء: علي جودت الأيوبي
- نائب رئيس الوزراء: مزاحم الباجه جي، وكذلك وزير الخارجية
- وزير الدفاع: عمر نظمي، وكذلك وزير الداخلية
- وزير المالية: علي ممتاز الدفتري
- وزير العدلية: حسين جميل
- وزير الاقتصاد: عبد الرزاق أحمد الظاهر
- وزير المعارف: نجيب الراوي
- وزير المواصلات والأشغال: علي حيدر سليمان
- وزير الشؤون الاجتماعية: سعد عمر
- وزير بلا وزارة: علي الشرقي